# Noah Atwater
Noah Atwater (* 3. Januar 1752 in Hamden; † 25. Januar 1802 in Westfield) war ein US-amerikanischer kongregationalistischer Geistlicher.

## Werdegang
Atwater studierte an der Yale University Theologie und erhielt 1777 die Erlaubnis, als Prediger tätig zu werden. Nachdem eine erste Tätigkeit in Westfield aufgrund einer Pockenepidemie unterbrochen werden musste und er anschließend zeitweise als Butler und Hauslehrer tätig gewesen war, siedelte er 1781 dauerhaft in den Ort über. Im November des Jahres wurde er dort ordiniert. Während seiner Tätigkeit als Geistlicher setzte er seine Forschungen und Studien im Bereich der Naturwissenschaft und Astronomie fort, die er während seiner Hauslehrertätigkeiten begonnen hatte. Hierzu baute er eine umfangreiche Bibliothek auf und führte umfangreiche Korrespondenz. Im Jahr 1788 gehörte er zu den 17 in die American Academy of Arts and Sciences neu aufgenommenen Mitgliedern. Seine wissenschaftlichen Beiträge, die in der Akademie vorgestellt wurden, umfassten Aspekte zu Kometensichtungen sowie Untersuchungen zur lokalen Meteorologie sowie Mortalität in Westfield.
Atwater war ab 16. Oktober 1783 mit Rachel verheiratet. Nach deren Tod im September 1788 ehelichte er am 1. Dezember 1789 erneut, Anna sollte ihn überleben. Aus erster Ehe hatte er zwei Kinder, sein Sohn William studierte ebenso in Yale und wurde Arzt, 1821 vertrat er Westfield im Senat von Massachusetts.